# Georges Didi-Huberman

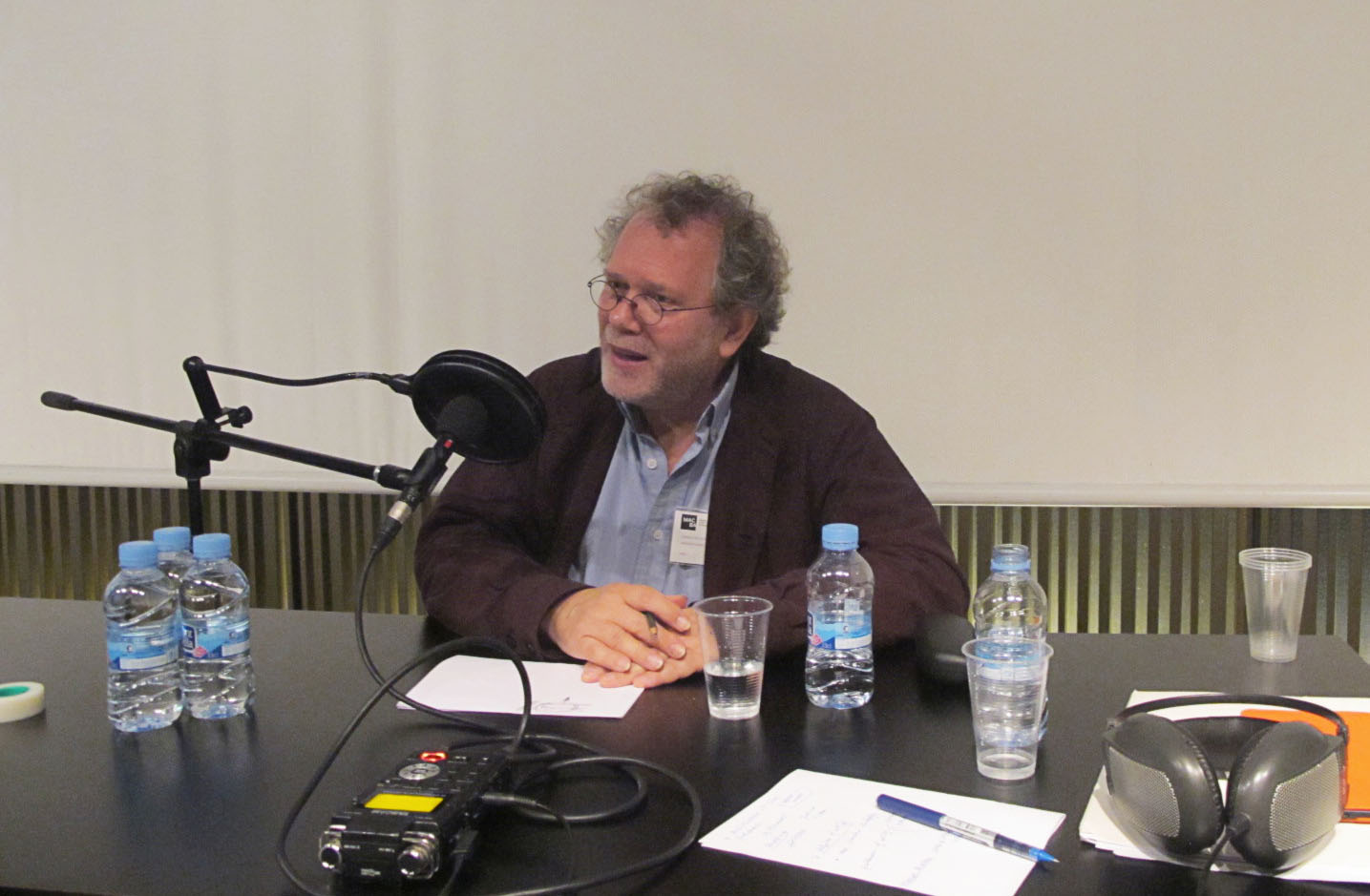
Georges Didi-Huberman

Georges Didi-Huberman (ur. 13 czerwca 1953 w Saint-Étienne) – francuski filozof i historyk sztuki.
Wykładowca (maître de conférences) École des hautes études en sciences sociales w Paryżu. Jest uznany za jednego z najlepszych badaczy teorii obrazów. Laureat nagrody przyznawanej przez College Art Association za nieprzeciętne osiągnięcia w pisaniu o sztuce.
Analizie poglądów Didi-Hubermana Andrzej Leśniak poświęcił publikację pt. Obraz płynny. Georges Didi-Huberman i dyskurs historii sztuki (Universitas, 2010).

## Dzieła
Na język polski zostały przetłumaczone cztery jego książki: Images malgré tout, 2004 (Obrazy mimo wszystko, 2008), L’Œil de l’histoire – Tome 1, 2009 (Strategie obrazów - Oko historii 1, 2011), Devant l’image (Przed obrazem, 2011) i Écorces, 2011 (Kora, 2013).
- Écorces, Minuit, 2011 (wyd. pol. Kora, tłum. T. Swoboda, Wydawnictwo w Podwórku, 2013).
- L'Œil de l'histoire - Tome 2, Remontages du temps subi, Minuit, 2010. ISBN 978-2-7073-2136-7
- La Survivance des lucioles, Minuit, 2009.
- L'Œil de l'histoire - Tome 1 : Quand les images prennent position, Minuit, 2009 (wyd. pol. Strategie obrazów - Oko historii 1, tłum. J. Margański, ha!art, 2011).
- La Ressemblance par contact, Minuit, 2008.
- L'Image ouverte. Motifs de l'incarnation dans les arts visuels, Gallimard, 2007.
- Le Danseur des solitudes, Minuit, 2006.
- Gestes d’air et de pierre, Minuit, 2005.
- Images malgré tout, Minuit, 2004 (wyd. pol. Obrazy mimo wszystko, tłum. M. Kubiak Ho-Ch, Universitas, 2008).
- Ninfa moderna. Essai sur le drapé tombé, Gallimard, 2002.
- L’Image survivante, Minuit, 2002.
- Génie du non-lieu, Minuit, 2001 (o Claudiu Parmiggianim).
- L’Homme qui marchait dans la couleur, Minuit, 2001 (o Jamesie Turrellu).
- Être crâne, Minuit, 2000 (o Giuseppem Penonem).
- Devant le temps, Minuit, 2000.
- La Demeure, la souche, Minuit, 1999 (o Pascalu Couvercie).
- L’Étoilement, Minuit, 1998 (o Simonie Hantaïm).
- Phasmes. Essais sur l'apparition, Minuit 1998.
- La Ressemblance informe, ou Le gai savoir visuel selon Georges Bataille, Macula, 1995.
- L'Empreinte du ciel, prezentacja Caprices de la foudre, Éditions Antigone, 1994.
- Le Cube et le visage. Autour d’une sculpture d’Alberto Giacometti Macula, 1992.
- Ce que nous voyons, ce qui nous regarde, Minuit, 1992.
- Devant l’image. Questions posées aux fins d'une histoire de l'art, Minuit, 1990 (wyd. pol. Przed obrazem, słowo/obraz terytoria, 2011; ponadto ostatni rozdział książki Obraz jako rozdarcie i śmierć wcielonego Boga ukazał się w "Artium Quaestiones" X, 2000, s. 244, 248, 249, tłum. M. Loba).
- Fra Angelico. Dissemblance et figuration, Flammarion, 1990.
- La Peinture incarnée, Chef-d'œuvre inconnu, Minuit, 1985.
- Mémorandum de la peste. Le fléau d’imaginer, Christian Bourgois, 1983.
- Invention de l’hystérie. Charcot et l’Iconographie photographique de la Salpêtrière, Macula, 1982 (o École de la Salpêtrière).